# راؤول لافيي
راؤول ألبيرتو بيرالتا المعروف بالإسم الفني راؤول لافيي (22 أغسطس 1937 بروساريو في الأرجنتين –) والذي يلقب بالأسود  (بالإسبانية: El Negro) هو ممثل ومغني تانغو أرجنتيني.

## حياته
بدأ راؤول في التانغو مع أوركسترا مقدم في الجيش الأرجنتيني يدعى هيكتور بنينغو فاريلا بالإسبانية. وفي 1962 وقع عقدا مع القناة 11 من التلفزيون الرسمي الأرجنتيني لتقديم برنامج بعنوان إيقاع الشباب  (بالإسبانية: Ritmo de juventud)، ثم وقع عقدا آخر مع القناة 13 من نفس التلفزيون لتقديم برنامج موسيقي بعنوان نادي العشيرة (بالإسبانية: El Club del Clan)، البرنامج الذي اعطى شهرة لموسيقى الروك في إسبانيا.
خلال أعماله الموسيقية، حاول راؤول أن يمثل الطبقة الوسطى متأثرا بمواضيع بول عنقا.

## جوائزه
- جائزة رابطة نقاد الترفيهية (2005): أفضل ناشط مسرحي.
- جوائز كونكس (2005): أفضل مغني تانغو.
- جائزة نجمة البحر (2002): أفضل ممثل بطولة
- جوائز كونكس (1995): أفضل مغني تانغو.